# كريس بورلاند
كريس بورلاند (بالإنجليزية: Chris Borland)‏ هو لاعب كرة قدم أمريكية أمريكي، ولد في 2 أبريل 1991 في كاترنغ في الولايات المتحدة.

## وصلات خارجية
- كريس بورلاند على موقع إي إس بي إن.كوم (أن.أف.أل)3
- كريس بورلاند على موقع مرجع كرة القدم المحترفة.كوم (الإنجليزية)
- كريس بورلاند على موقع كلية كرة القدم في سبورتس رفرنس.كوم (الإنجليزية)